# Naarn im Machlande
Naarn im Machlande ist eine an der Donau gelegene Marktgemeinde in Oberösterreich im Bezirk Perg im Mühlviertel mit 3854 Einwohnern (Stand 1. Jänner 2024).

## Geografie

### Lage und Umgebung, Geologie
Naarn im Machlande liegt nördlich der Donau auf 245 m ü. A. zur Gänze im oberösterreichischen Teil der Machlandebene. Aus geologischer und geomorphologischer Sicht sowie unter Aspekten der Raumnutzung gehört Naarn ausschließlich zur Raumeinheit Machland und hat keine nennenswerten Erhebungen. Der Höhenunterschied innerhalb des Gemeindegebietes beträgt nur 9 Meter. Bodenschätze auf dem Gemeindegebiet sind im Wesentlichen Schotter und Kies, die dort in geringen Mengen auch abgebaut werden.
Die Ausdehnung beträgt von Nord nach Süd 9,1 km und von West nach Ost 8,6 km. Die Gesamtfläche beträgt 35,1 Quadratkilometer. 12,8 Prozent der Fläche sind bewaldet, 72,4 Prozent der Fläche sind landwirtschaftlich genutzt. Der Rest sind Gewässer, öffentliche Flächen und bebautes Gebiet.
Der Hauptort Naarn liegt rund vier Kilometer südwestlich der Bezirksstadt Perg und rund 30 Kilometer östlich der Landeshauptstadt Linz. Die Entfernung in die Bundeshauptstadt Wien beträgt rund 190 Kilometer. Der nächste Grenzübergang nach Tschechien, Wullowitz in der Gemeinde Leopoldschlag, befindet sich in nördlicher Richtung in 60 Kilometer Entfernung.

### Gewässer
Flüsse, Gemeindegrenzen, Donaubrücken
Das Gemeindegebiet wird im Süden von der Donau und im Westen von der Aist begrenzt. Durch das Gemeindegebiet fließen der Aist-Mühlbach und im Osten ein kleines Stück die Naarn.
Die Donau bildet die Grenze zu den niederösterreichischen Nachbargemeinden Sankt Pantaleon-Erla und Strengberg im Bezirk Amstetten im Mostviertel. Weitere Nachbarorte sind die Stadtgemeinde Perg im Nordosten sowie die Marktgemeinden Schwertberg im Norden, Mauthausen im Nordwesten und Mitterkirchen im Machland im Osten.
Die nächsten Donaubrücken befinden sich donauaufwärts in Mauthausen und donauabwärts in Grein. Eine Überquerung der Donau beim Donaukraftwerk Wallsee-Mitterkirchen ist mit Einschränkungen möglich.
Scheiterschwemme auf der Aist und auf der Naarn
Sowohl auf der Naarn als auch auf der Aist wurde im 18., 19., und 20. Jahrhundert das im Hinterland geschlagene Holz mittels der Scheiterschwemme bis zur Donau gebracht und dort für den Weitertransport zunächst zu Flößen zusammengebaut, später mit Schleppern oder per Eisenbahn abtransportiert. Der Hauptrechen, die Schwemmlände und der Holzplatz für die Aistschwemme war in Au.
Flussregulierungen
1927 wurde die aus Beton hergestellte Brücke über die Aist in Obersebern eröffnet und noch im selben Jahr gemeinsam mit der Gemeinde Haid bei Mauthausen der Verlauf der Aist abgeändert und die Einmündung in die Donau verlegt.
Beim Bau des Kraftwerks Wallsee-Mitterkirchen wurden sowohl die Gewässernetze von Aist und Naarn als auch der Wasserhaushalt der Au reguliert, wobei teilweise wiederum neue Flussbette geschaffen und die Flussmündungen in die Donau verlagert wurden.
Donauregulierung
Bis in die erste Hälfte des 19. Jahrhunderts hatte die Donau im Bereich der heutigen Gemeinde Naarn einen weitgehend naturnahen Verlauf, wo manchmal wegen der unzähligen Mäander, Inseln und Kiesbänke ein Hauptstrom im üppigen Auwald nicht mehr erkennbar war. Ufersicherungen erfolgten beispielsweise 1773 im Bereich des Marktes Au. Die Donau machte unterhalb des Marktes Au eine starke Biegung nach Süden in Richtung Erlakloster, die aber im Laufe der Zeit immer mehr versandete. Am linken Ufer bildeten sich bei hohem Wasserstand zahlreiche Seitenarme und Wassergräben. Damals war es möglich, direkt von der Donau bis nach Staffling zu fahren.
Die anlässlich der 1822 begonnenen österreichische Donauregulierung führte unterhalb des Marktes Au zu Durchstichen (1845/46) und 1852/54. Nach dem Donaudurchstich 1922 erhielt die Donau von Au bis Wallsee ein begradigtes Bett und eine bessere Strömung. Altarme und Nebengerinne blieben zwar erhalten, versumpften aber, so dass sie nicht mehr befahrbar waren. Eine Schifffahrtsrinne erleichterte von diesem Zeitpunkt an die Schifffahrt auf der Donau. Seit dem Bau des Kraftwerks Mitte der 1960er Jahre befindet sich die Donau im Bereich der Gemeinde Naarn in dessen Staubereich.
Hochwasserschutz
Über die Hochwassergefahr der Donau im Bereich der heutigen Gemeinde Naarn wird bereits in den Aufzeichnungen der Römer berichtet, die ihre Position Albing gegenüber der Aistmündung wegen zu großer Hochwassergefahr aufgaben und ins etwas höher gelegene Lager Lauriacum übersiedelten. Weitere Hochwässer sind ab Beginn der schriftlichen Urkunden im 9. Jahrhundert immer wieder dokumentiert. Zuletzt bedrohte eine Hochwasserkatastrophe 2002 weite Teile des Machlandes.
Das von 2009 bis 2013 errichtete Baulos 1 des Machlanddammes erstreckt sich auf eine Länge von rund sieben Kilometern zwischen Au und Ruprechtshofen und soll für die Ortschaften Au, Naarn, Strass, Staffling und Ruprechtshofen Schutz gegen ein einhundertjähriges Hochwasser bieten.
Die ebenfalls zum Machlanddamm gehörende insgesamt 8,7 Kilometer lange Flutmulde (Baulos 8) beginnt ebenfalls in Au, verlässt das Gemeindegebiet nach etwa 7 Kilometern in Ruprechtshofen, mündet in Mitterkirchen im Machland in den Hüttinger Altarm und imitiert gemeinsam mit diesem einen Nebenarm der Donau mit einer Gesamtlänge von 14,3 Kilometer. Damit sollen die Situation bei kleineren Hochwässern verbessert und die ökologische Funktionsfähigkeit des Nebengewässersystems sichergestellt werden.

### Gemeindegliederung
| Katastralgemeinden                                                              | Ortschaften in der Gemeinde |
| ------------------------------------------------------------------------------- | --- |
| Au (8,33 km²) Baumgarten (9,27 km²) Naarn (7,37 km²) Ruprechtshofen (10,18 km²) | Aist (D) Winkl Au an der Donau (M) · Baumgarten (R) · Dirnwagram (R) · Holzleiten (D) Höft (R) Laab (D) In der Au (ZH) Naarn (M) Kniebauer (W) Neuhof (D) Holzpoint (R) Oberwagram (R) Brand (R) Pratzdrum (D) · Ruprechtshofen (D) · Schönau (W) Loa (R) Oin (W) Sebern Niedersebern (D) Obersebern (D) Staffling (R) Tabor (R) Starzing (R) · Straß (R) In der Au (ZH) Wimm (D) Hainbuchen (R) Koth (W) |
| Legende                                                                         | |

| In der Spalte Katastralgemeinden sind sämtliche Katastralgemeinden einer Gemeinde angeführt. In der Klammer ist die jeweilige Fläche in km² angegeben. |
| In der Spalte Ortschaften sind sämtliche von der Statistik Austria erfassten Siedlungen, die auch eine eigene Ortschaftskennziffer aufweisen, angeführt. In der Hierarchieebene derselben Spalte, rechts eingerückt, werden nur Ansiedlungen, die mindestens aus mehreren Häusern bestehen, dargestellt. Die wichtigsten der verwendeten Abkürzungen sind: - M = Hauptort der Gemeinde - Stt = Stadtteil - R = Rotte - W = Weiler - D = Dorf - ZH = Zerstreute Häuser - Sdlg = Siedlung - Hgr = Häusergruppe - E = Einzelgehöft (nur wenn sie eine eigene Ortschaftskennziffer haben) Die komplette Liste der Statistik Austria ist in: Topographische Siedlungskennzeichnung nach STAT Zu beachten ist, dass manche Orte unterschiedliche Schreibweisen haben können. So können sich Katastralgemeinden anders schreiben als gleichnamige Ortschaften bzw. Gemeinden. Quelle: Statistik Austria – |

Die Marktgemeinde Naarn besteht aus vier Katastralgemeinden (in Klammern Einwohnerzahl Stand 1. Jänner 2024):
- In der Katastralgemeinde Au (1187 Einwohner) befinden sich die Ortschaften Aist (82) mit dem Ortsteil Winkl, Au an der Donau (930), Oberwagram (104) mit dem Ortsteil Brand und Sebern (71) mit den Ortsteilen Niedersebern und Obersebern.
- Die Katastralgemeinde Baumgarten (382 Einwohner) besteht aus den Ortschaften Baumgarten (129), Holzleiten (112) mit dem Ortsteil Höft, Neuhof (74) mit dem Ortsteil Holzpoint und Schönau (67) mit den Ortsteilen  Loa und Oin.
- Zur Katastralgemeinde Naarn (2029 Einwohner) gehören die Ortschaften Dirnwagram (69), Laab (126), Naarn (1718), Pratztrum (41) und Wimm (75) mit den Ortsteilen  Hainbuchen und Koth.
- Zur Katastralgemeinde Ruprechtshofen (256 Einwohner) zählen die Ortschaften Ruprechtshofen (109), Staffling (88) mit dem Ortsteil Tabor, Starzing (35) und Straß (24).

Die Gemeinde gehört zum Gerichtsbezirk Perg.

### Nachbargemeinden
| Mauthausen              | Schwertberg                                 | Perg                      |
| St. Pantaleon-Erla (NÖ) | Kompassrose, die auf Nachbargemeinden zeigt | Mitterkirchen im Machland |
|                         | Strengberg (NÖ)                             |                           |

## Geschichte

### Jungsteinzeit bis Antike

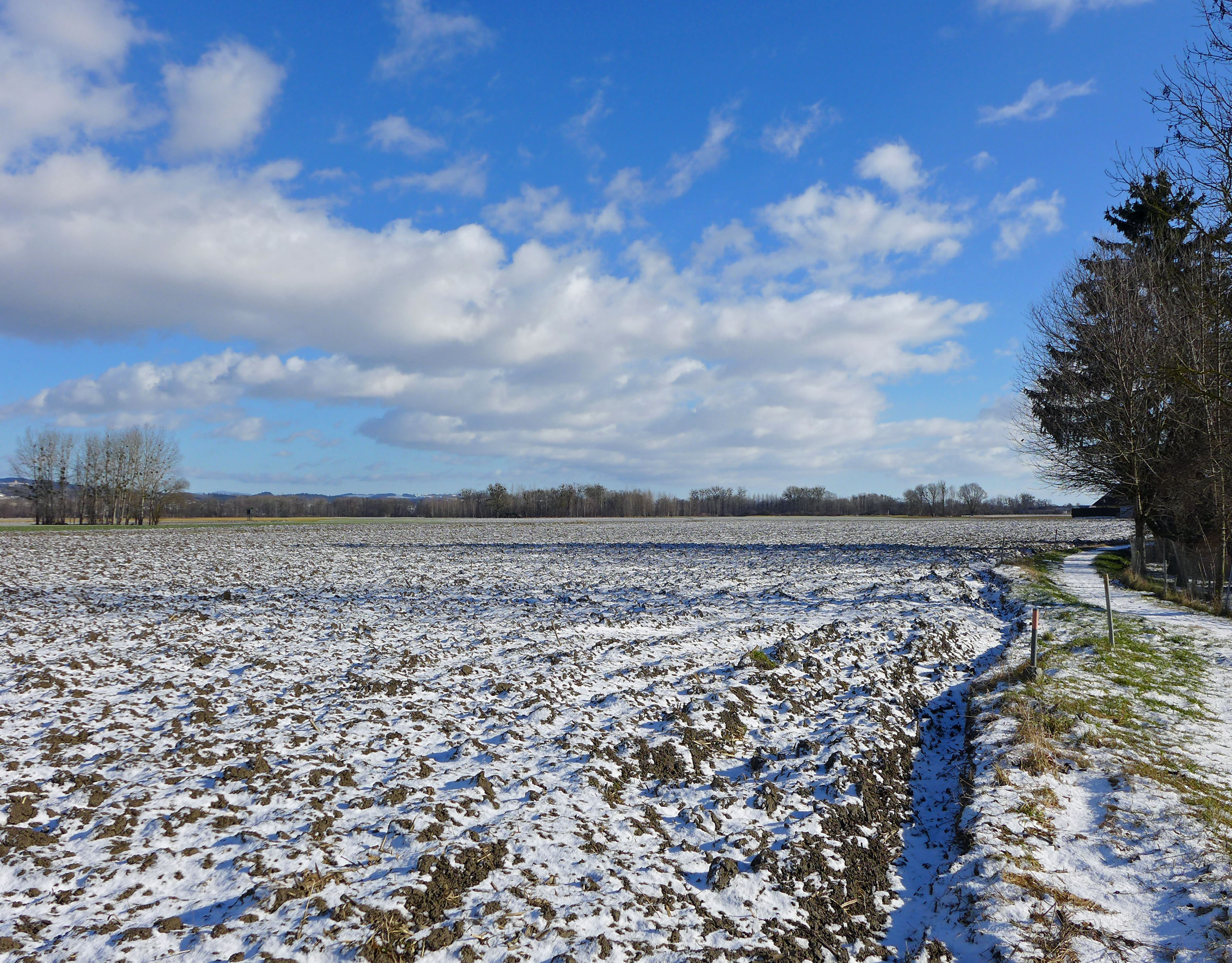
Standort dreier römischer Feldlager bei Obersebern

Die Anwesenheit von Menschen in der Jungsteinzeit ist durch diverse Zufallsfunde von Steinbeilen und deren Bruchstücke aus der Zeit zwischen 4500 und 1800 vor Christus auf dem Gemeindegebiet von Naarn belegt (Beispiele sind Reibsteine, gelochte Beile, Klopfsteine u. a.). Zufallsfunde aus der Bronzezeit zwischen 1800 und 800 vor Christus, einerseits Bronzewerkzeuge und Bronzeschmuck sowie andererseits Urnenfelder, ergänzen die Nachweise aus der Antike. Systematische Grabungen wurden in Naarn im Gegensatz zu den Grabungsaktionen in Perg und Mitterkirchen im Machland bisher nicht durchgeführt.
Während der Römerzeit lag das heutige Naarner Gemeindegebiet nördlich der Grenze der Provinz Noricum am Limes des Römischen Reiches – der damals in diesem Bereich von der Donau gebildet wurde – innerhalb einer 7,5 Kilometer breiten Pufferzone zwischen Römern und Barbaren. Das römische Kastell Adiuvense (Wallsee), sowie die beiden Legionslager Albing und Lauriacum (Enns/Lorch) lagen in Sichtweite. Siedlungsspuren aus dieser Zeit waren in Naarn lange nicht nachweisbar, da die erwähnte Pufferzone von den dort siedelnden Germanen geräumt werden musste und Niemandsland darstellte.
2017 konnten jedoch drei temporäre römische Feldlager am Fluss Aist im Ortsteil Obersebern (in früheren Landkarten als Untersebern bezeichnet) im Bereich der heutigen Schwemmgasse und den nordöstlich angrenzenden Feldern identifiziert werden (etwaiger Mittelpunkt). Die Militärlager von Obersebern ermöglichten einerseits die Kontrolle des Donautals und andererseits auch die einer wichtigen gegen Norden führenden Verkehrsroute entlang des Flusses Aist in das Barbaricum. Die drei Feldlager stehen für die temporäre Präsenz militärischer Einheiten oder für die in kurzem Intervall eintreffenden Staffeln in der Größe dreier cohortes quinquenariae (Einheiten geringer Mannstärke). Die Identifizierung dieser Lager war eine kleine Sensation. Es sind die bisher einzigen römischen Lager in Oberösterreich nördlich der Donau.

### Mittelalter

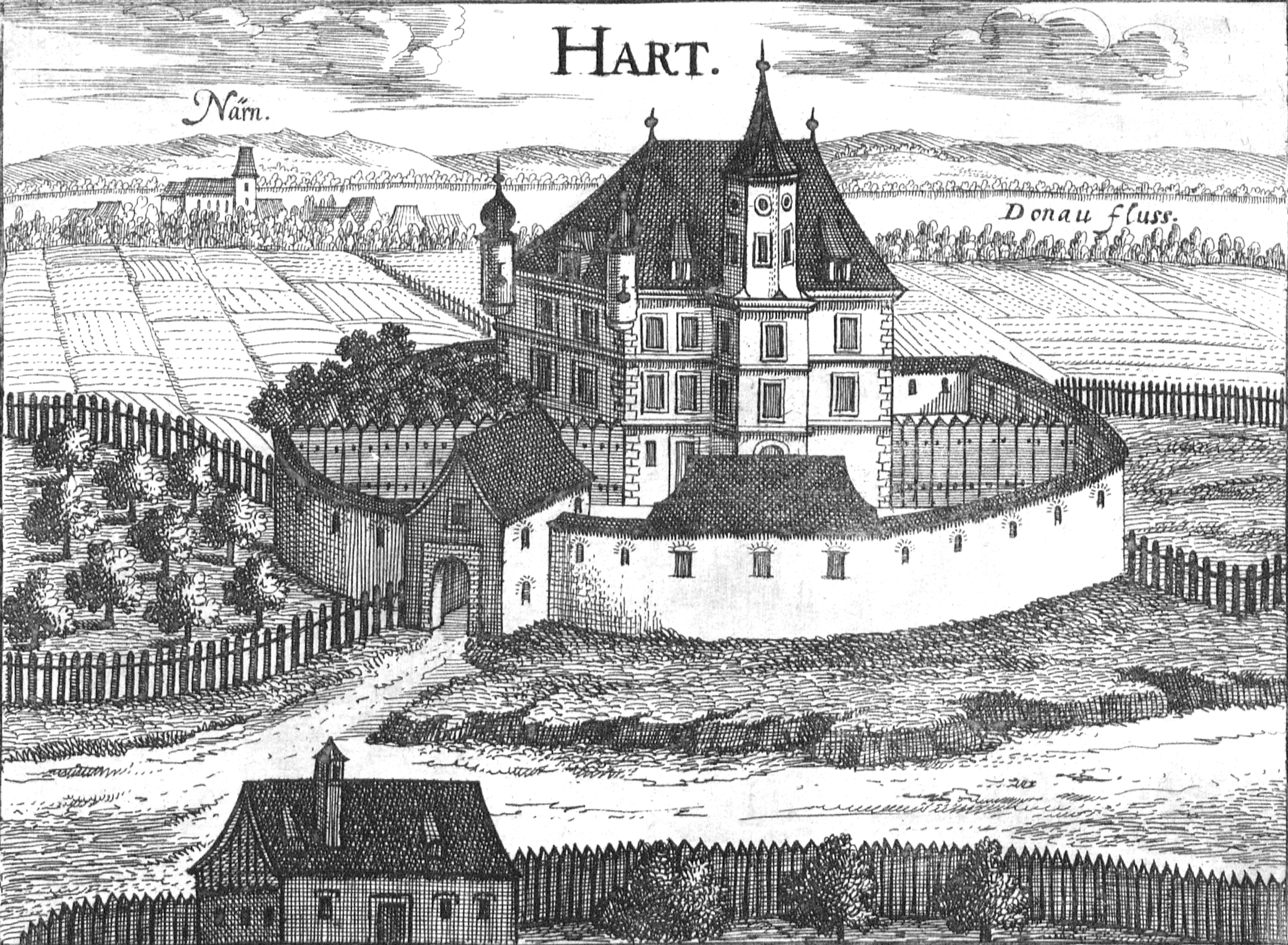
Harter Schlössel (Kupferstich von Georg Matthäus Vischer aus 1674)

Nach der Völkerwanderungszeit siedelten in der Gegend von Naarn zeitgleich Baiern und Slawen (Winden).
Beide Völker hinterließen Spuren in den Orts- und Hausbezeichnungen. Als Beispiele für windische Namen können für Naarn die Ortsbezeichnungen Starzing, Tabor, Straß, Pratztrum, Koth und Sebern angeführt werden. Als bayerische Ortsbezeichnung in Naarn sind beispielsweise Au, Winkl, Brand, Oberwagram, Dirnwagram, Hart, Bach, Staffling, Baumgarten, Wimm, Hainbuch, Neuhof, Holzleiten, Ruprechtshofen und Schönau zu qualifizieren.
Auf Grund der Siedlungsform sind Niedersebern und Pratztrum als alte Slawensiedlungen anzusehen. Die bayerischen Einzelhöfe und Dorfniederlassungen wurden zwischen den damals schon vorhandenen windischen Weilern errichtet.
Ab dem 9. Jahrhundert gehörte das Gebiet zur Awarenmark (Mark an der Donau, marchia orientalis) innerhalb des Herzogtums Bayern im Frankenreich.
Kirchlich zuständig war das Bistum Passau, wenngleich es Überschneidungen mit dem Bistum Regensburg gab. Aus dieser Zeit stammen die ersten schriftlichen Belege in Form von Urkunden, beispielsweise der Confirmatio Ludovici Pii von König Ludwig dem Frommen aus dem Jahr 823 u. a. mit der erstmaligen Erwähnung von Naarn als Nardinum. Naarn war im 8. Jahrhundert der einzige nördlich der Donau gelegene Taufbezirk des Bistums Passau im Mühlviertel mit Naarn als Taufkirche. Die Pfarre Naarn gilt neben Saxen und Ried in der Riedmark als eine der Urpfarren des Unteren Mühlviertels, von der später unmittelbar oder mittelbar 21 Pfarren der heutigen Bezirke Perg, Freistadt und Urfahr-Umgebung herausgelöst wurden.
Der Herrensitz in der Ortschaft Aisthofen auf dem Gebiet der Katastralgemeinde Weinzierl war als Althof Mittelpunkt und Verwaltungssitz des jahrhundertelang so genannten Regensburger Luß, wobei in diesem Zusammenhang die Schenkung des Traungauer Grenzgrafen Wilhelm von großer lokaler Bedeutung ist.
In der Karolingerzeit wurden die Naarner Orte an der Donau Staffling und Au als Ansiedlungen und Handelsplätze und Donauhäfen genannt, von denen alte Handelswege Richtung Böhmen führten.
Zu Beginn des 10. Jahrhunderts wurde die bayerische Siedlungstätigkeit durch Angriffe der Ungarn beeinträchtigt. Eine Schlacht mit ungünstigem Ausgang für die Ungarn soll in der Ebene zwischen Naarn und Mauthausen stattgefunden haben.
In der zweiten Hälfte des 10. Jahrhunderts wurden die Babenberger mit der Befriedung der Donaumark betraut. Das Machland war Teil dieser Mark, die als Kernland Österreichs gilt und vom Erlabach östlich der Enns beiderseits der Donau bis westlich des Wienerwaldes reichte. Leopold I. wurde 976 Markgraf und 996 erfolgte erstmals die urkundliche Erwähnung der Bezeichnung Ostarrichi (Österreich) für diese Gegend.
Ursprünglich im Ostteil des Herzogtums Bayern liegend, gehörte der Ort seit dem 12. Jahrhundert zum Herzogtum Österreich. Seit 1490 wird er dem Fürstentum Österreich ob der Enns zugerechnet.
Der einzige Herrensitz im Bereich von Naarn ist das Harter Schlössel, das wahrscheinlich zur Zeit der Ungarneinfälle im 10. Jahrhundert errichtet wurde und während der Babenberger Zeit zum Einflussbereich der Herren von Perg zählte. Deren Besitz wurde 1180 vom Landesherrn eingezogen und scheint später als landesfürstliches Lehen auf, das zunächst die Herren von Mitterberg, dann die Herren von Kapellen und die Liechtensteiner innehatten. Ende des 18. Jahrhunderts wurde das Hartschlössl vom Grafen von Thürheim wegen Baufälligkeit abgebrochen und die Liegenschaft für landwirtschaftliche Zwecke verkauft.

### Neuzeit
Während der Napoleonischen Kriege war der Ort mehrfach besetzt. Im Jahr 1805 war das Gemeindegebiet schwer betroffen, als auf den Wiesen zwischen dem Markt Au und Naarn etwa 5000 feindliche Soldaten ihr Lager aufschlugen und der ansässige Bevölkerung mit Übergriffen und Plünderungen schweren Schaden zufügten und Lebens- und Futtermittel sowie Brennmaterial beanspruchten, ohne zu bezahlen. 1809 wurde bei weiteren kriegerischen Auseinandersetzungen der Markt Au von den Franzosen vom anderen Donauufer aus beschossen und fast zur Gänze eingeäschert.
1850 wurden nach der Abschaffung der alten Herrschaftsverwaltung auf dem heutigen Naarner Gemeindegebiet unter Verwendung der bereits bestehenden Grenzen der vier Katastralgemeinden die vier Ortsgemeinden Naarn, Markt Au an der Donau, Baumgarten und Ruprechtshofen mit insgesamt 17 Ortschaften errichtet.
1880 wurde im Marktbereich Au an der Donau zur Verwaltung des aus der Patrimonialzeit stammenden Sondervermögens ein eigenständiger Communalkörper mit der Bezeichnung Marktcommune Au an der Donau gegründet, dem ein Anfangskapital von 500 Gulden zur Verfügung stand.
1889 wurde in der Ortsgemeinde Naarn die erste Raiffeisenkasse des Mühlviertels als Vorschusskassenverein für die Pfarrgemeinde Naarn gegründet.
Der Erste Weltkrieg forderte in Naarn 63 Gefallene bzw. Vermisste, davon waren 21 aus der Gemeinde Naarn, 20 aus der Marktgemeinde Au an der Donau, 12 aus der Gemeinde Baumgarten und 10 aus der Gemeinde Ruprechtshofen.
Die Naarner Gemeinden sowie die Ortschaften Dirnwagram, Maria Laab, Pratztrum und Wimm begaben in den 1920er Jahren wie viele andere oberösterreichische Gemeinden Notgeld.
1930 wurde von den Landwirten in Naarn, Mitterkirchen, Baumgartenberg, Klam und Saxen die Molkereigenossenschaft Machland mit Sitz in Baumgartenberg gegründet um eine günstigere Vermarktung der Milch und Milchprodukte zu ermöglichen.
Die heutige flächenmäßige Ausdehnung des Gemeindegebietes entstand am 1. Jänner 1938 durch die Zusammenlegung der zuvor seit 1784 bestehenden Katastralgemeinden und seit 1849 selbständigen politischen Gemeinden Au, Baumgarten, Naarn im Machlande und Ruprechtshofen. Am 1. Jänner 1937 hatten sich die Gemeinden Baumgarten, Naarn und Ruprechtshofen zu einer Verwaltungsgemeinschaft zusammengeschlossen, während zur gleichen Zeit der Markt Au an der Donau mit den Gemeinden Weinzierl und Windegg zusammengegangen war. Letztlich musste aber mit Wirkung vom 1. Jänner 1938 der Beschluss des oberösterreichischen Landtages zur Zusammenlegung von Au, Baumgarten, Naarn und Ruprechtshofen zur Gemeinde Naarn im Machlande umgesetzt werden.
Nach dem Anschluss Österreichs an das Deutsche Reich am 13. März 1938 gehörte der Ort zum Gau Oberdonau. Im Zweiten Weltkrieg waren in Naarn 140 Gefallene und Vermisste zu beklagen. 1945 lag Naarn ab 5. Mai 1945 kurze Zeit in der amerikanischen und ab 11. Mai 1945 bis 1955 in der sowjetischen Besatzungszone. Die unmittelbare Nachkriegszeit war von der Auflösung des Konzentrationslagers Mauthausen und den damit verbundenen Flüchtlingsströmen, Versorgungsmängeln und der anschließenden Normalisierung mit den ersten freien Wahlen in Österreich geprägt.
Naarn wurde 1979 von der Oberösterreichischen Landesregierung zur Marktgemeinde erhoben.
Seit der Eröffnung der Ortsumfahrung Perg im Jahr 1999 berührt die Donau Straße das Gemeindegebiet und die dort gelegenen Grundstücke werden seither für die Ansiedelung von Betrieben genutzt.

### 21. Jahrhundert
Mit der Lage an der Donau sowie an der Mündung von Ennskanal und Aist waren häufige Überschwemmungen und mehrfach Hochwasserkatastrophen verbunden, zuletzt das Donauhochwasser 2002, weshalb 2010 der Machlanddamm errichtet wurde.
Für den Tourismus der Gemeinde sind der Campingplatz und der Motorboot-Hafen in Au an der Donau sowie die unmittelbare Lage am Donauradweg und am Donausteig von Bedeutung. Bis ins laufende Jahrhundert gab es Wallfahrten zur Wallfahrtskirche Maria Laab.

## Bevölkerung

### Bevölkerungsentwicklung
Die Bevölkerung ist im Zeitraum 1869 bis 2011 mit wenigen Unterbrechungen kontinuierlich von 2.150 auf 3.512 Einwohner gestiegen; das ist eine Steigerung um etwa 63 %. Der größere Teil des Wachstums entfiel dabei auf den Zeitraum seit 1961, wo es durch den verstärkten Verkauf von Baugründen zur Ansiedelung junger Familien im Gemeindegebiet gekommen ist.
Historische Häuser- und Einwohnerzahlen gibt es auch für einzelne Ortschaften:
Au an der Donau
In Au an der Donau standen 1449 (Urbar Wallsee), 1528 (lt. Heimatbuch Tragwein) und 1539 (Urbar Spielberg der Herrschaft Steyregg) jeweils 15 Häuser. Ab 1750 stieg die Anzahl der Häuser von 36 auf 43 im Jahr 1794 und 47 im Jahr 1825. 1825 wurde die Anzahl der Einwohner mit 284 angegeben, 1869 in 50 Häusern 342 Einwohner, 1951 in 73 Häusern 408 Einwohner, 1961 in 79 Häusern 429 Einwohner, 1971 in 86 Häusern 427 Einwohner, 1981 in 119 Häusern 463 Einwohner, 1991 in 193 Häusern 661 Einwohner und 2001 in 247 Häusern 829 Einwohner.
Holzleiten
In Holzleiten standen 1335 13 Häuser, 1788 19 Häuser und 1791 20 Häuser. 1869 wohnten in 19 Häusern 122 Einwohner, 1951 in 21 Häusern 107 Einwohner, 1961 in 21 Häusern 118 Einwohner, 1971 in 21 Häusern 126 Einwohner, 1981 in 21 Häusern 111 Einwohner, 1991 in 23 Häusern 105 Einwohner und 2001 in 24 Häusern 112 Einwohner.
Laab
In Laab wohnten 1825 in 15 Häusern 100 Einwohner, 1869 in fünf Häusern 36 Einwohner, 1951 in 17 Häusern 101 Einwohner, 1961 in 20 Häusern 103 Einwohner, 1971 in 24 Häusern 128 Einwohner, 1981 in 31 Häusern 144 Einwohner, 1991 in 34 Häusern 143 Einwohner und 2001 in 36 Häusern 147 Einwohner.
Naarn (nur Markt)
Der Hauptort der heutigen Marktgemeinde ist aus einem seit dem 8. Jahrhundert nachweisbaren Althof entstanden. 1825 wohnten dort in 49 Häusern 312 Einwohner, 1869 in 54 Häusern 356 Einwohner, 1880 in 56 Häusern 398 Einwohner, 1890 in 57 Häusern 416 Einwohner, 1900 in 57 Häusern 424 Einwohner, 1910 in 65 Häusern 429 Einwohner, 1923 in 67 Häusern 422 Einwohner, 1934 in 72 Häusern 447 Einwohner, 1939 in nicht näher bekannter Anzahl von Häusern 507 Einwohner, 1951 in 79 Häusern 477 Einwohner, 1961 in 113 Häusern 605 Einwohner, 1971 in 154 Häusern 814 Einwohner, 1981 in 193 Häusern 913 Einwohner, 1991 in 242 Häusern 1.020 Einwohner und 2001 in 302 Häusern 1.156 Einwohner.
Neuhof
In Neuhof standen 1335 13 Häuser und 1791 16 Häuser. 1869 wohnten in 18 Häusern 125 Einwohner, 1951 in 19 Häusern 105 Einwohner, 1961 in 18 Häusern 88 Einwohner, 1971 in 18 Häusern 97 Einwohner, 1981 in 19 Häusern 87 Einwohner, 1991 in 21 Häusern 95 Einwohner und 2001 in 21 Häusern 101 Einwohner.
Pratztrum
In Pratztrum standen 1545 elf Zehenthäuser der Herrschaft Riedegg. 1869 wohnten in acht Häusern 67 Einwohner, 1951 in zehn Häusern 68 Einwohner, 1961 in 13 Häusern 67 Einwohner, 1971 in zwölf Häusern 77 Einwohner, 1981 in 16 Häusern 79 Einwohner, 1991 in zwölf Häusern 54 Einwohner und 2001 in elf Häusern 53 Einwohner.
Ruprechtshofen
In Ruprechtshofen standen 1335 acht und 1791 13 Häuser. 1869 wohnten in 17 Häusern 105 Einwohner, 1951 in 18 Häusern 87 Einwohner, 1961 in 18 Häusern 95 Einwohner, 1971 in 18 Häusern 107 Einwohner, 1981 in 19 Häusern 95 Einwohner, 1991 in 20 Häusern 88 Einwohner und 2001 in 22 Häusern 107 Einwohner.
Staffling
In Staffling standen 1788 18 und 1791 20 Häuser. 1869 wohnten in 21 Häusern 130 Einwohner, 1951 in 21 Häusern 121 Einwohner, 1961 in 22 Häusern 109 Einwohner, 1971 in 21 Häusern 114 Einwohner, 1981 in 23 Häusern 105 Einwohner, 1991 in 27 Häusern 106 Einwohner und 2001 in 28 Häusern 92 Einwohner.

### Bevölkerungsstruktur nach Geschlecht, Alter und Bildung
Die Marktgemeinde Naarn im Machlande hatte am 1. Jänner 2011 3.512 Einwohner, davon 1.756 Männer und 1.756 Frauen, und ist damit, bezogen auf die Einwohneranzahl, die sechstgrößte Gemeinde des Bezirks Perg nach der Bezirkshauptstadt Perg und den Marktgemeinden Schwertberg, Luftenberg an der Donau, Mauthausen und St. Georgen an der Gusen.
Die grobe Altersstruktur der Naarner Bevölkerung zum 1. Jänner 2011 zeigt, dass 68,3 % der Naarner über 15 und unter 65 Jahre alt sind. Mit 17,3 % ist mehr als ein Sechstel der Bevölkerung jünger und mit 14,3 % rund ein Siebentel der Bevölkerung älter. Während der Frauenanteil in der Hauptgruppe mit 48,2 % etwas unter dem Gesamtdurchschnitt und bei der jüngeren Bevölkerung mit 50,2 % knapp über dem Gesamtdurchschnitt liegt, ist der Frauenanteil bei der älteren Bevölkerung mit 57,9 % signifikant höher als bei der Gesamtbevölkerung der Gemeinde.
Von den 2.626 Naarnern, die 2001 über 15 Jahre alt waren, sind 1.332 beziehungsweise 50,7 % Frauen. 92 Naarner, das sind 3,5 % der über Fünfzehnjährigen, haben den Abschluss einer Universität, Fachhochschule oder Akademie, der Frauenanteil liegt mit 53,3 % deutlich über dem der Bevölkerungsgruppe insgesamt. Weitere 198 Naarner, das sind 7,5 % der relevanten Bevölkerungsgruppe, haben die Matura, dabei liegt der Frauenanteil mit 45,5 % deutlich unter dem der betreffenden Bevölkerungsgruppe liegt. 1.331 Naarner, das sind mit 50,7 % mehr als die Hälfte der über Fünfzehnjährigen, haben eine Lehre oder berufsbildende mittlere Schule abgeschlossen, wobei der Frauenanteil 39,7 % beträgt. 1.005 oder 38,6 % der Naarner haben nur einen Pflichtschulabschluss. Darunter sind rund zwei Drittel Frauen.

### Herkunft und Sprache
95,8 % der Naarner sind österreichische Staatsbürger und 95,7 % wurden in Österreich geboren. 0,3 % der Naarner kommen aus anderen EU-Staaten, 3,9 % aus Nicht-EU-Staaten.
Der mittel- oder donaubairische Dialekt ist eine bairische Dialektform, die in ganz Oberösterreich verbreitet ist. Der ostösterreichische Zweig des Mittelbairischen geht auf die Mundart des durch die bairische Ostsiedlung entstandenen babenbergischen Herrschaftsgebietes Ostarrichi zurück.
Bei der Volkszählung 2001 gaben 3.154 Personen (95,3 %) Deutsch als Umgangssprache an, 85 (2,6 %) Türkisch, 26 (0,8 %) Kroatisch, vier (0,1 %) Bosnisch, zwei (0,1 %) Serbisch, fünf (0,2 %) Ungarisch, eine (0,0 %) Tschechisch und 34 (1,0 %) eine sonstige Sprache.

### Religion
Bei der Volkszählung 2001 gaben 3.044 Personen (91,9 %) römisch-katholisch als Religionsbekenntnis an, 111 (3,4 %) islamisch, 7 (0,2 %) evangelisch, 11 (0,3 %) orthodox und 31 (0,9 %) sonstige Glaubensrichtungen. 107 (3,2 %) Naarner haben sich zu keiner Religion bekannt.
Naarn gehört zum Dekanat Perg der katholischen Diözese Linz. Dieses wurde 1974 gegründet. Der Dechant wird aus dem Kreis der Pfarrer des Dekanats gewählt.

## Kultur und Sehenswürdigkeiten
- Harter Schlössel

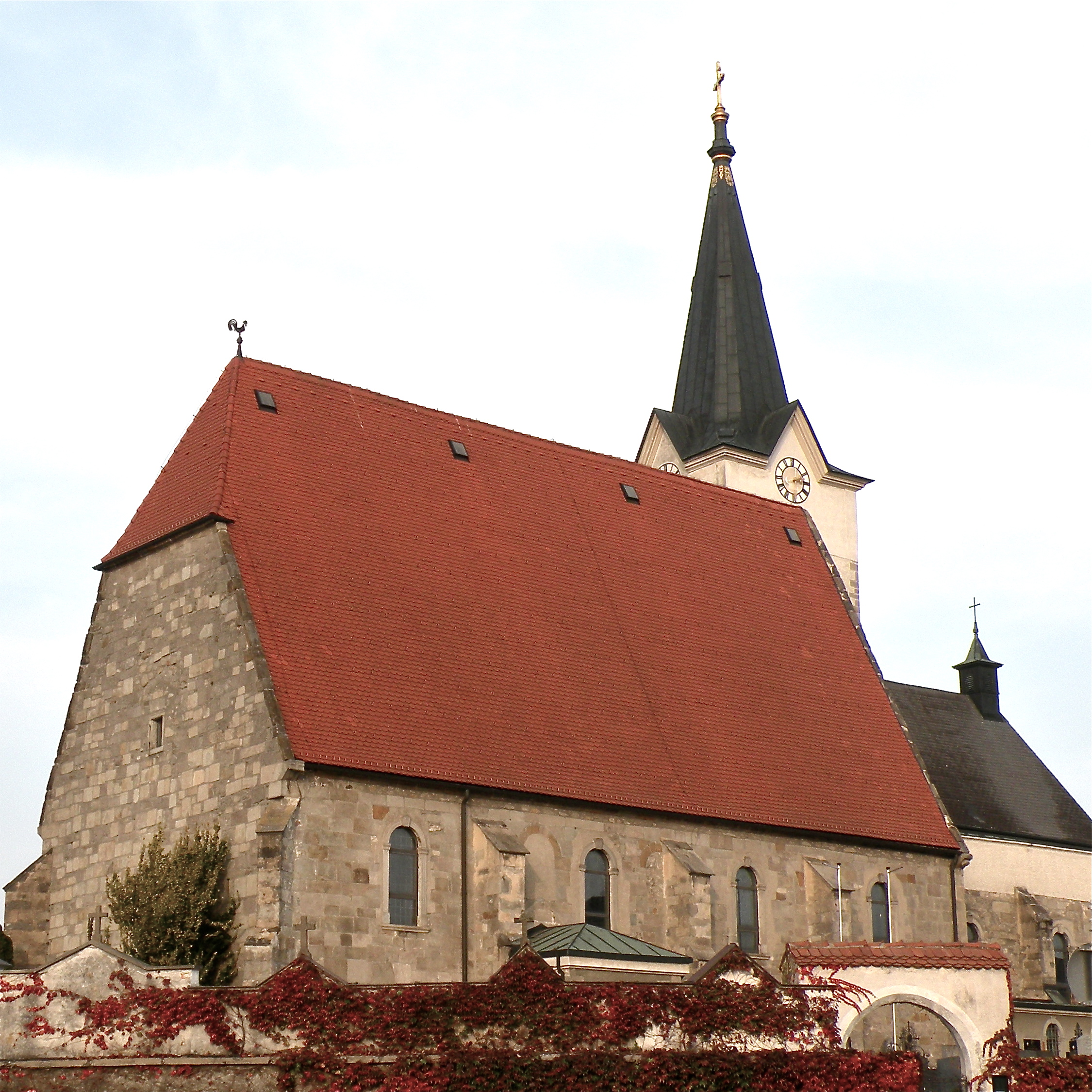
Pfarrkirche Naarn

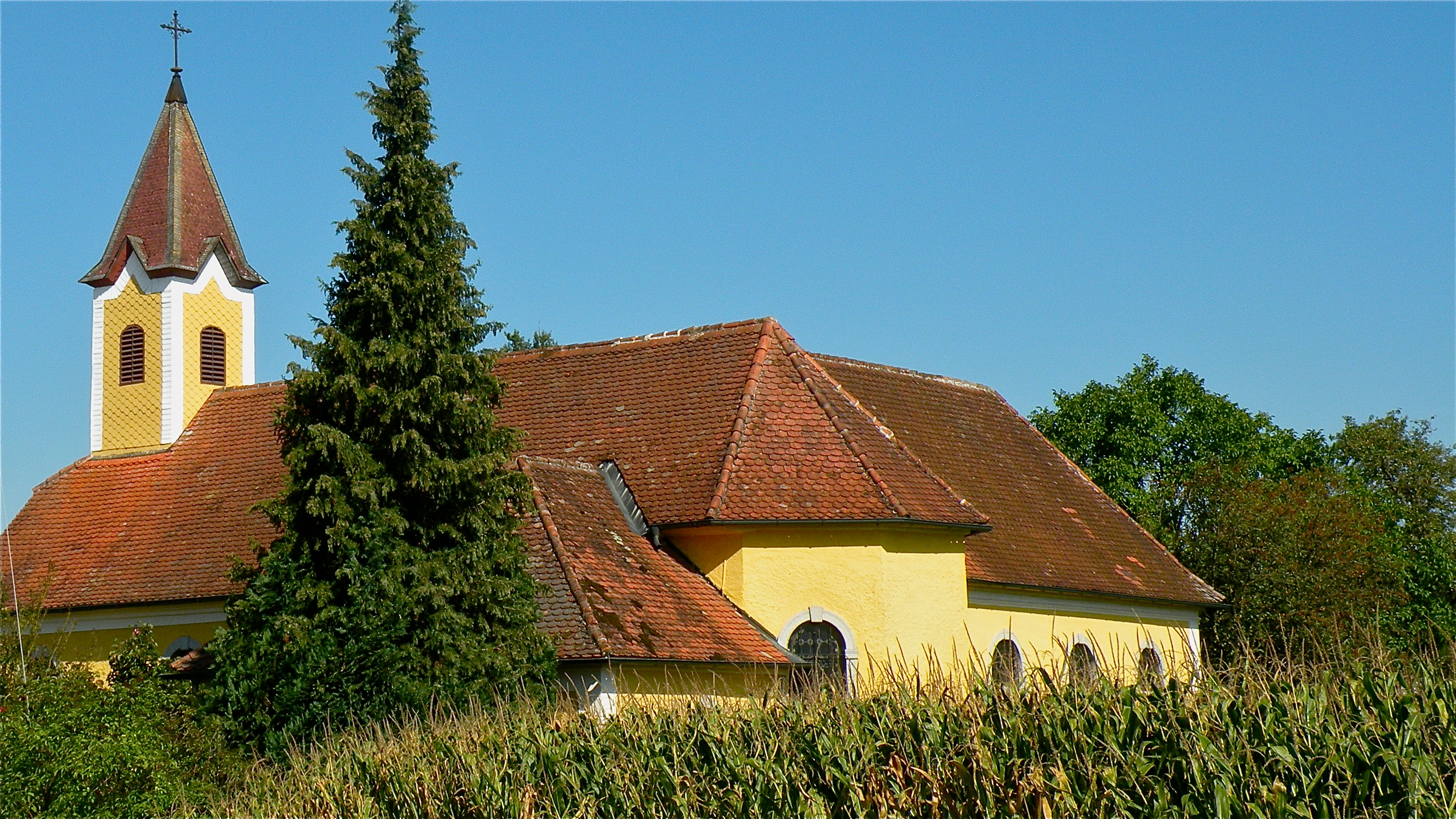
Wallfahrtskirche Maria Laab

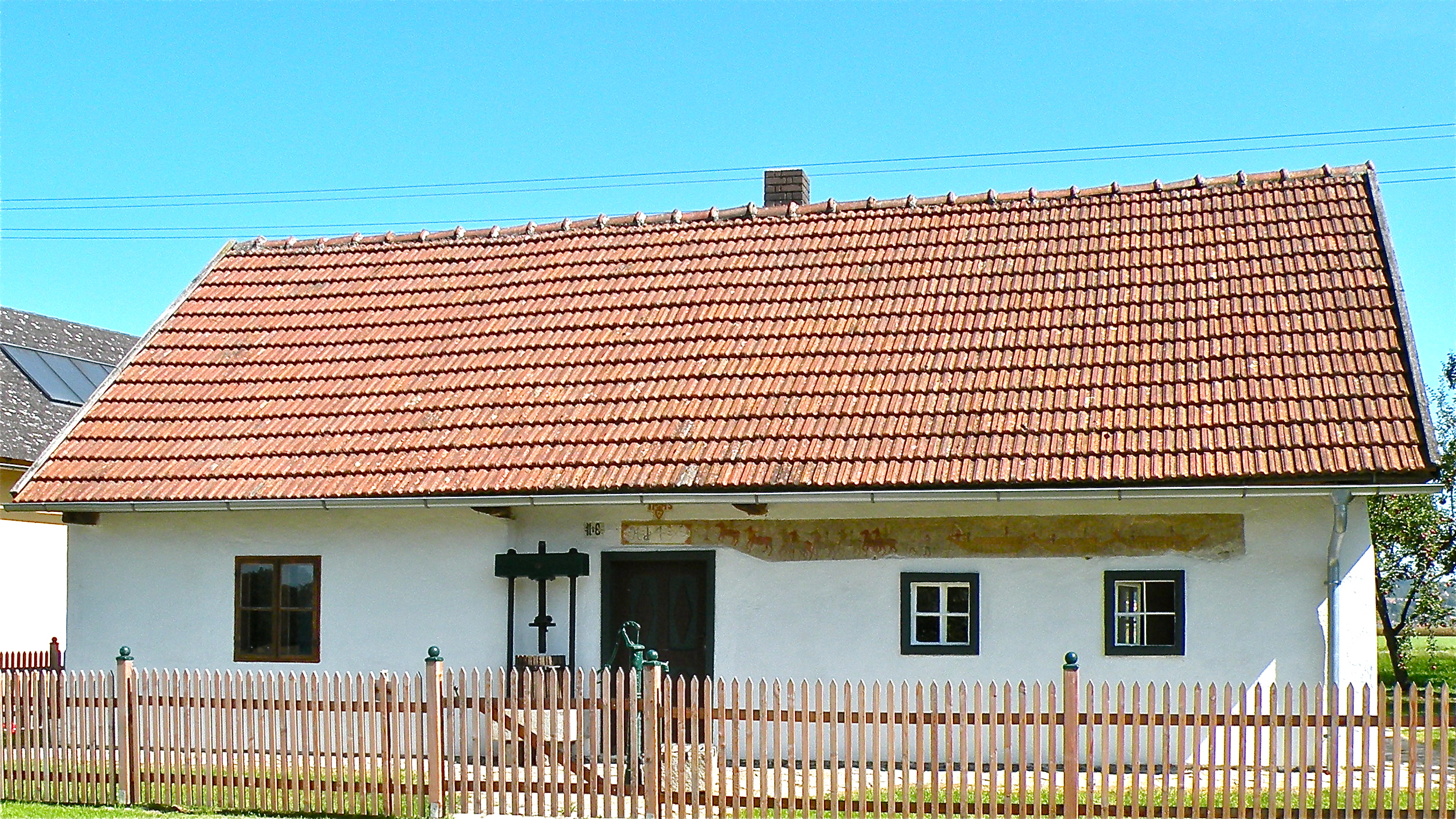
Heimathaus Naarn mit Schiffzug-Fresko

- Katholische Pfarrkirche Naarn hl. Michael: Um 1070 im romanischen Stil errichtet, in der Mitte des 15. Jahrhunderts im gotischen Stil umgebaut. An den Außenwänden sind die romanischen und gotischen Baustrukturen heute noch gut zu erkennen. Im frühen 18. Jahrhundert erhielt die Kirche im Inneren die heutige prachtvolle barocke Gestaltung, mit einem barocken Hochaltar (1732) des Linzer Bildhauers Georg Derffler. Die Naarner Pfarrkirche ist eine der ältesten Kirchen des Mühlviertels.
- Wallfahrtskirche Maria Laab: erste urkundliche Erwähnung im Jahr 1092; sehenswerte spätgotische Schnitzgruppe und gotische Plastik „Krönung Mariens“.
- Flößerkapelle: In Au an der Donau, ursprünglich 1712 errichtete und mehrmals zerstörte Kapelle, die zuletzt 1901 im neugotischen Stil neu gebaut und 1971 und 1997 renoviert wurde. 2011 erhielt die Kapelle eine neue Glocke, die alte war während des Zweiten Weltkriegs in die Pfarrkirche Naarn gebracht worden.
- Heimathaus Naarn in Oberwagram 6: Das historische Schimpl-Häusl mit dem dort angebrachten Schiffzug-Freskos aus dem Jahr 1797 wurde 1989 von der Marktgemeinde Naarn als Heimathaus angekauft. Ab 2012 folgten weitere Adaptierungen und die Betreuung durch Verein Forum Naarn. Gezeigt werden neben der historischen Kleinwohung auch Dokumente zur Holzschwemme und Flößerei in Au an der Donau. Es besteht Denkmalschutz.

### Kulturelle Aktivitäten
Die Marktmusikkapelle Naarn besteht seit 1854, die Liedertafel Naarn seit 1893 (mit Unterbrechung von 1936 bis 1950). Die jahrzehntelang geplante Marktplatzgestaltung in Naarn wurde 2010 realisiert.
In der Marktgemeinde Naarn werden seit 1979 regelmäßig Kulturtage abgehalten, die neben den kulturellen Veranstaltungen für die Begehung verschiedenster Jubiläen von Vereinen und Organisationen sowie die Eröffnung neu geschaffener Einrichtungen genutzt werden.
In Naarn haben sich seit dem Beginn des 20. Jahrhunderts immer wieder Laientheatergruppen gebildet und für ortsansässige Bevölkerung Stücke zur Aufführung gebracht.
Auf dem Gebiet der Marktgemeinde Naarn wurden 1955 zwölf und 1989 weitere 16 Erbhöfe festgestellt und entsprechend ausgezeichnet.

### Naturdenkmal
Im Naturschutzbuch der oberösterreichischen Landesregierung ist eine Linde in der Ortschaft Aist in der Katastralgemeinde Au an der Donau als Naturdenkmal ausgewiesen.

## Wirtschaft und Infrastruktur
Die Marktgemeinde Naarn im Machlande ist eine von 18 Gemeinden der LEADER Region Strudengau.

### Beschäftigung und Einkommen
Die Anzahl der Arbeitsstätten in Naarn stieg zwischen den beiden letzten Volkszählungen 1991 und 2001 um 16,7 % auf 84. Die Anzahl der Arbeitsplätze erhöhte sich im selben Zeitraum um 45,1 % auf 705.
Perg bot 2001 für 401 außerhalb der Gemeinde wohnende Personen Arbeitsplätze, während 1.142 Naarner auswärts arbeiteten. Der größere Teil der Einpendler kommt aus dem Bezirk Perg, ebenso bleibt der Großteil der Auspendler innerhalb der Grenzen des Bezirkes. Für die Pendler bedeutet der in den letzten Jahren erfolgte Ausbau des Straßennetzes und des Schienenverkehrs eine deutliche Verbesserung. Beispiele für die in den letzten Jahren umgesetzten Maßnahmen sind der Bau der Perger Ortsumfahrung sowie der Bau der Ennsdorfer Schleife und der Einsatz moderner Zugsgarnituren zwischen dem Bezirk Perg und der Landeshauptstadt.
2001 waren 16,7 % der in Naarn beschäftigten erwerbstätigen Personen in der Land- und Forstwirtschaft tätig. In Industrie, Gewerbe und Bauwesen waren 2001 46,2 % beschäftigt. Der Anteil der Landwirtschaft ist gegenüber 1991 beziehungsweise 1981 deutlich zurückgegangen, jener von Industrie, Gewerbe und Bauwesen deutlich gestiegen, während der Anteil der im Dienstleistungsbereich tätigen Personen gestiegen ist.

### Verkehr
Die Donauuferbahn und die Donau Straße B3 erschließen den Bezirk Perg in westöstlicher Richtung. Landesstraßen führen in die umliegenden Orte und in die benachbarten Bezirke und Regionen.
Die nächsten Anschlussstellen an die Westautobahn befinden sich im Westen bei St. Valentin, Enns und Asten, im Süden in Oed und Amstetten West, sowie im Osten in Ybbs an der Donau, wobei die Anfahrtszeit im Westen und Süden durchschnittlich 20 Minuten und im Osten ungefähr 40 Minuten in Anspruch nimmt.
Seit 1999 wird Perg auf dem neuerrichteten Teilstück der Donau Straße zwischen den Anschlussstellen Perg West in der Ortschaft Furth und Perg Ost in der Ortschaft Auhof umfahren. Weitere Anschlussstellen sind Perg Zentrum und Perg Süd. Mit Ausnahme von Perg Ost stehen diese auch der Naarner Bevölkerung zur Verfügung. Das Gemeindegebiet von Naarn wird durch Landes- und Gemeindestraßen erschlossen.
Naarn wird von der im Jahr 1898 eröffneten Donauuferbahn von Mauthausen nach Grein nur am nördlichen Rand berührt und verfügt auf dem Gemeindegebiet über keine Bahnhöfe oder Haltestellen. Bahnhof und Haltestellen der Bezirksstadt Perg in der Ortschaft Aisthofen, im Stadtzentrum und im Schulzentrum von Perg mit angeschlossener Park&Ride Anlage stehen auch der Naarner Bevölkerung zur Verfügung.
Naarn wird von der Landesstraße L 570 durchquert, die in Haid bei Mauthausen von der Donau Straße (B 3) abzweigt und über Au, Naarn, Laab, Baumgarten, Schönau weiter nach Mitterkirchen führt und dann in Baumgartenberg wieder in die B 3 einmündet. Von Naarn nach Perg führt die Landesstraße L 1422.
Im Gemeindegebiet von Naarn befinden sich einige Haltestellen von überregional verkehrenden Linienbussen.

### Behörden, Gericht und sonstige Einrichtungen
Postämter 4331 Naarn und 4332 Au an der Donau
Mit der Gründung des Postamtes Perg im Jahr 1849 fielen die Ortschaften der Pfarre Naarn in dessen Zuständigkeitsbereich, zu dem darüber hinaus neben Perg auch noch die Pfarren Arbing, Baumgartenberg, Mitterkirchen und Pergkirchen gehörten. 1871 wurde das Postamt Naarn eröffnet, dessen Zuständigkeitsbereich sich auf die Ortsgemeinden Au, Baumgarten, Naarn und Ruprechtshofen erstreckte. 1901 wurde im Postamt Naarn der Telegraphendienst und 1912 der Fernsprechdienst eröffnet. Das Postamt Naarn übernahm nach der Schließung des seit 1887 bestehenden Postamts Au an der Donau per 30. November 2001 dessen Agenden. Ende der 2000er Jahre wurde auch das Postamt Naarn geschlossen.
Gendarmerie-Postenkommando
Von 1. Mai 1920 bis zum 31. Juli 1961 gab es in Naarn einen Gendarmerieposten. Am 31. Juli 1961 wurde der Posten aufgelassen und der Postenrayon dem Gendarmierie-Postenkommando Perg angegliedert.

### Energie und Infrastruktur
Die Stromversorgung der Marktgemeinde Naarn im Machlande erfolgt durch die Linz Strom.
Naarn ist seit 1979 Mitglied des Reinhaltungsverbandes Mauthausen Ost und leitet die Abwässer in die Kläranlage nach Mauthausen. Ende der 1970er Jahre nahm auch die Müllabfuhr der Gemeinde die Tätigkeit auf. Die Trinkwasserversorgung ist durch die seit 1976 bestehende Mitgliedschaft beim Wasserverband Gruppenwasserversorgung Perg sichergestellt. Das Gemeindegebiet von Naarn ist seit 1987 teilweise an das Leitungsnetz der Oberösterreichischen Ferngas GmbH angeschlossen.
In der Marktgemeinde Naarn bestehen drei selbständige Freiwillige Feuerwehren. 1891 wurde die Feuerwehr in der Ortsgemeinde Naarn, 1923 die Feuer- und Wasserwehr Au an der Donau und 1926 die Feuerwehr Baumgarten-Ruprechtshofen gegründet. Mit der Eingemeindung zum Stichtag 1. Jänner 1938 wurden die bestehenden Feuerwehren zur Gemeinde-Feuerwehr Naarn zusammengelegt. 1946 wurde die Wiedererstehung der Freiwilligen Feuer- und Wasserwehr Au an der Donau und die Wiedererstehung der Feuerwehr Baumgarten-Ruprechtshofen beschlossen. Letztere wurde 1957 in Feuerwehr Holzleiten umbenannt.

### Bildung
In der Pfarre Naarn bestand bereits 1580 ein Schul- und Mesnerhaus. Das Schulwesen konzentrierte sich auf den Pfarrhauptort Naarn. In den von 1850 bis 1938 selbständigen Gemeinden Au, Baumgarten und Ruprechtshofen hat sich kein Schulwesen entwickelt. Die Zuständigkeit der Volksschule erstreckt sich daher ebenfalls auf das gesamte Gemeindegebiet.
Im Schuljahr 1969/70 wurde in Naarn eine Expositur der Hauptschule Perg eröffnet und 1972 wurde diese Expositur zur selbständigen Hauptschule Naarn.
Erste Dauerkindergärten wurden von der NS-Verwaltung während des Zweiten Weltkriegs 1940 in Naarn und Au eröffnet. Erhalter des einzigen Kindergartens in der Marktgemeinde Naarn ist die Pfarr-Caritas, die bei dessen Betrieb und Führung seit den 1960er Jahren finanziell von der Gemeinde und vom Land Oberösterreich wesentlich unterstützt wird. Auf Grund des starken Bevölkerungswachstums und der gesetzlichen Anforderungen mussten zusätzliche Gruppenräume geschaffen werden.

### Unternehmen
Die Unternehmen im Gemeindegebiet von Naarn gliedern sich in die ortsansässigen Klein- und Mittelbetriebe, die im Wesentlichen der Versorgung der lokalen Bevölkerung dienen, Klein- und Mittelbetriebe, deren Einzugsgebiet auch die nähere und weitere regionale Umgebung umfasst, sowie überregional tätige Unternehmen, die entweder den Firmensitz oder zumindest einen Standort in Naarn haben. Zu den Unternehmen mit den meisten Beschäftigten zählen der Möbelproduzent Haas, der Wellpappe Spezialist Donauwell und der Gemüseverarbeiter Machland.

### Land- und Forstwirtschaft
In Naarn bestanden 1999 166 land- und forstwirtschaftliche Betriebe, die eine Fläche von 3.354 Hektar bewirtschafteten. Davon waren 89 Haupterwerbsbetriebe mit 2.606 Hektar und 74 Nebenerwerbsbetriebe mit 741 Hektar. Wie überall auf Bezirks- und Bundeslandebene hat sich die Anzahl der landwirtschaftlichen Betriebe im Vergleich zum vorhergegangenen Erhebungszeitpunkt 1995 verringert. Im Gegensatz zum Bezirk und zum Bundesland Oberösterreich hat sich jedoch die bewirtschaftete Fläche geringfügig erhöht. Die Anzahl der Haupterwerbsbetriebe und die von diesen bewirtschafteten Flächen sind zu Lasten der Nebenerwerbsbetriebe gestiegen.

### Tourismus
In Naarn wurde 1998 der Tourismusverband Naarn – Au/Donau gegründet und damit die Voraussetzung zur Einbindung in die Region Donauland-Strudengau geschaffen.
1999 konnte die Schiffstation Au/Donau eröffnet werden. Das Freizeitgelände in Au an der Donau umfasst u. a. einen Motorboothafen, einen Campingplatz, eine Freizeithalle, eine Kulturbühne, einen Kinderspielplatz und Liegewiesen.
Der Tourismusverband koordiniert die touristischen Aktivitäten der Gemeinde. Zu den Gästen des Marktes zählen neben Geschäftsreisenden einerseits die Benutzer des Campingplatzes in Au an der Donau mit vielen Dauercampern und andererseits die Benutzer des Donauradwegs und des Donausteigs, die überwiegend als Tagesgäste in den Ort kommen.

### Sport
In Naarn unterhalten die Sportvereine Union Naarn und Askö Naarn jeweils mehrere Sektionen gegründet, die für die örtliche Bevölkerung entsprechende Bedeutung haben. Während sich die Anlagen der Union in Naarn östlich des Zentrums befinden, sind die Anlagen des ASKÖ in Au an der Donau konzentriert.

## Politik

### Bürgermeister von Naarn
Die Zuständigkeit der angeführten Bürgermeister von Naarn erstreckte sich bis zu den mit Wirkung vom 1. Jänner 1938 durchgeführten Eingemeindungen nur auf das Gebiet der Katastralgemeinde Naarn. Die Bürgermeister der seit 1938 zur Gemeinde Naarn gehörenden ehemals selbständigen politischen Gemeinden bzw. Katastralgemeinden sind nachfolgend angeführt:
- Anton Derntl (28. Juli 1850 bis 9. März 1861)
- Michael Danner (9. März 1861 bis 14. Oktober 1867)
- Georg Lehner (14. Oktober 1867 bis 12. Dezember 1870)
- Michael Danner (12. Dezember 1870 bis 20. August 1882)
- Georg Strasser (20. August 1882 bis 5. August 1894)
- Leopold Kunze (5. August 1894 bis 27. August 1909)
- Franz Dirneder (27. August 1909 bis 1. Jänner 1924)
- Leopold Kagerer (1. Jänner 1924 bis 1. Jänner 1931)
- Karl Schober (1. Jänner 1931 bis 1. Jänner 1942)
- Josef Einsiedler (1. Jänner 1942 bis 25. November 1945)
- Josef Bolitschek (25. November 1945 bis 9. Oktober 1949)
- Johann Lettner (9. Oktober 1949 bis 1. Jänner 1963)
- Rupert Peterseil (1. Jänner 1963 bis 1. Jänner 1977)
- Johann Derntl (1. Jänner 1977 bis 5. Juli 1989) † 19. Dezember 2013
- Edmund Traxler (5. Juli 1989 bis 5. Oktober 1997)
- Rupert Wahlmüller (5. Oktober 1997 bis 11. Oktober 2015)
- Martin Gaisberger (ÖVP) (11. Oktober 2015 bis dato)

### Bürgermeister von Au
- Bartholomäus Dirneder (27. Juli 1850 bis 28. Februar 1861)
- Leopold Werfer (28. Februar 1861 bis 5. Oktober 1879)
- Sebastian Gusenbauer (5. Oktober 1879 bis 5. August 1894)
- Alois Pühringer (5. August 1894 bis 1. Jänner 1906)
- Raimund Haberbauer (1. Jänner 1906 bis 8. November 1909)
- Johann Mascherbauer (8. November 1909 bis 1. Juli 1919)
- Karl Josef Luftensteiner (1. Juli 1919 bis 1. Jänner 1925)
- Josef Froschauer (1. Jänner 1925 bis 31. Dezember 1937)

### Bürgermeister von Baumgarten
- Joseph Bräuer (28. Juli 1850 bis 1. Jänner 1858)
- Franz Baumgartner (1. Jänner 1858 bis 9. März 1861)
- Josef Lichtenberger (9. März 1961 bis 28. Juli 1864)
- Johann Lichtenberger (28. Juli 1864 bis 14. Oktober 1867)
- Ferdinand Baumgartner (14. Oktober 1867 bis 24. Juli 1870)
- Georg Neuhofer (24. Juli 1870 bis 13. Juli 1873)
- Johann Fröschl (13. Juli 1873 bis 5. August 1894)
- Anton Einsiedler (5. August 1894 bis 5. September 1897)
- Peter Einsiedler (5. September 1897 bis 26. Juni 1919)
- Josef Baumgartner (26. Juni 1919 bis 17. Oktober 1936)
- Josef Einsiedler (17. Oktober 1936 bis 31. Dezember 1937)

### Bürgermeister von Ruprechtshofen
- Georg Aignbauer (28. Juli 1850 bis 9. März 1861)
- Georg Theusinger (9. März 1861 bis 27. Juli 1864)
- Michael Schwaiger (27. Juli 1864 bis 24. August 1879)
- Josef Dirnberger (24. August 1879 bis 5. September 1909)
- Karl Raab (5. September 1909 bis 25. Juni 1919)
- Johann Hackner (25. Juni 1919 bis 1. Jänner 1924)
- Stefan Ortmayr (1. Jänner 1924 bis 31. Dezember 1937)

### Gemeinderat
Die Gemeinderats- und Bürgermeisterwahlen finden alle sechs Jahre zusammen mit der Landtagswahl statt.
Seit 1945 erreichte die ÖVP bei den Gemeinderatswahlen mit Ausnahme der 1997 und 2003 durchgeführten Wahlen immer die absolute Mehrheit der Stimmen, wobei der Prozentanteil der Stimmen zwischen 69,3 % im Jahr 1949 und 50,4 % der Stimmen im Jahr 2009 schwankte, jedoch bis zu den Wahlen im Jahr 1991 nie unter 60 % der Stimmen sank. 1997 erreichte die ÖVP nur 49,2 % der Stimmen und 2003 nur 45,9 % der Stimmen. Die SPÖ kam bis zum Jahr 1997 nie auf 40 % der Stimmen und schwankte in diesen Jahren zwischen 30,5 % im Jahr 1945 und 39,1 % im Jahr 1997. Bei den Wahlen 2003 erreichte die SPÖ mit 49,9 % das einzige Mal seit 1945 mit 49,9 % einen höheren Prozentanteil der Stimmen als die ÖVP. 2009 entfielen 41,8 % der Stimmen auf die SPÖ. Die FPÖ kandidiert in Naarn seit 1961 mit Ausnahme der Wahlen im Jahr 1973, 1979 und 1985 für den Gemeinderat. Der Stimmanteil schwankt zwischen 2,6 % im Jahr 1967 und 11,7 % im Jahr 1997. Die KPÖ kandidierte nur 1945 und kam auf 0,6 % der Stimmen. Weitere Parteien sind bisher noch nicht bei den Gemeinderatswahlen in Naarn angetreten.
Der Gemeinderat besteht aus 25 Mitgliedern.
- Mit den Gemeinderats- und Bürgermeisterwahlen in Oberösterreich 1997 hatte der Gemeinderat folgende Verteilung: 12 ÖVP, 10 SPÖ und 3 FPÖ.[23]

- Mit den Gemeinderats- und Bürgermeisterwahlen in Oberösterreich 2003 hatte der Gemeinderat folgende Verteilung: 13 SPÖ, 11 ÖVP und 1 FPÖ.[24]

- Mit den Gemeinderats- und Bürgermeisterwahlen in Oberösterreich 2009 hatte der Gemeinderat folgende Verteilung: 13 ÖVP, 10 SPÖ und 2 FPÖ.[25]

- Mit den Gemeinderats- und Bürgermeisterwahlen in Oberösterreich 2015 hatte der Gemeinderat folgende Verteilung: 12 ÖVP, 9 SPÖ und 4 FPÖ.[26]

- Mit den Gemeinderats- und Bürgermeisterwahlen in Oberösterreich 2021 hat der Gemeinderat folgende Verteilung: 15 ÖVP, 7 SPÖ und 3 FPÖ.[27][28]

### Gemeindefinanzen
Im Jahr 2010 hatte die Marktgemeinde Naarn Gesamteinnahmen von 5,6 Millionen Euro und Gesamtausgaben in Höhe von 5,7 Millionen Euro. Die größten Einnahmequellen waren die Ertragsanteile aus dem Finanzausgleich mit 2,2 Millionen Euro und die Kommunalsteuer mit 580 Tausend Euro. Naarn hatte mit 861 Euro die achtgrößte Finanzkraft pro Kopf im Bezirk Perg und lag an 190. Stelle von 445 Gemeinden in Oberösterreich. Die Gemeindeschulden pro Kopf betrugen 1.291 Euro; Naarn nahm damit im Bezirk Rang 23 von 26 und in Oberösterreich Rang 342 von 445 Gemeinden ein.

### Wappen
Die Verleihung des Gemeindewappens und die Genehmigung der vom Gemeinderat am 16. März 1978 festgesetzten Gemeindefarben durch einen Beschluss der oberösterreichischen Landesregierung erfolgten am 10. Juli 1978. Die Erhebung zum Markt erfolgte mit Sitzungsbeschluss der oberösterreichischen Landesregierung vom 12. Februar 1979.
Das im Zentrum des Gemeindewappens dargestellte Taufbecken erinnert an die Tradition der Kirche von Naarn, die schon in früher Zeit Seelsorgestation für einen großen, weit nach Norden reichenden Distrikt war. Die erste schriftliche Erwähnung der Pfarre findet sich in einer Urkunde des Abtes Pilgrim von Baumgartenberg aus dem Jahr 1240. Die Kornähren und der Fisch deuten auf Erwerbszweige der Bewohner aus dem fruchtbaren Machland und aus der Donau. Der Entwurf des Wappens stammt von Alois Lueger aus Perg.
Offizielle Beschreibung des Gemeindewappens: Erniedrigt geteilt; oben in Grün zwischen zwei goldenen Ähren ein goldener Taufstein, bestehend aus Standplatte, Säulenbasis, Säule, gewölbter Schale und flach kegelförmigem Deckel, oben besteckt mit einem Patriarchenkreuz; unten in Silber ein grüner, linksgewendeter Fisch. Die Gemeindefarben sind Grün-Gelb-Grün.

## Persönlichkeiten

### Ehrenbürger der Gemeinde
- Anton Tobner, Pfarrer von Naarn, Ehrenbürger in allen vier Gemeinden der Pfarre Naarn (vor 1900)
- Josef Peter, Pfarrer von Naarn, Ehrenbürger der Ortsgemeinde Baumgarten
- Franz Dierneder, Landwirt in Pratztrum, Obmann der Landwirtschaftlichen Genossenschaft Naarn, der Elektro-Lichtgenossenschaft Pratztrum und Umgebung, langjähriges Mitglied des Gemeindeausschusses und Bürgermeister von Naarn von 1904 bis 1924 (1929, Ehrenbürger der Ortsgemeinde Naarn)
- Karl Krammer, Pfarrer von Naarn bis 1928 (1929, Ehrenbürger der Ortsgemeinde Au an der Donau)
- Andreas Hebrank, langjähriger Pfarrer von Naarn (1955)
- Johann Brunner (1955)
- Johann Lettner, Altbürgermeister (1964)
- Anton Lettner, langjähriger Vizebürgermeister (1964)
- Rupert Peterseil († 1988), Altbürgermeister von Naarn (1978)
- Anton Grasserbauer (1978)
- Josef Ratzenböck
- Johann Derntl, Altbürgermeister von Naarn (1991)[30]
- Norbert Pichler, Mitglied des Bundesrates, Abgeordneter zum OÖ. Landtag, Gemeinderat und Vizebürgermeister der Marktgemeinde Naarn, Kammerrat und Vizepräsident der Kammer für Arbeiter und Angestellte für Oberösterreich, Träger des großen Silbernen Ehrenzeichens für Verdienste um die Republik Österreich
- Edmund Traxler, Altbürgermeister und langjähriger Direktor der Hauptschule Naarn, Autor der Beiträge zur Geschichte der Pfarre Naarn (1998, 2009)[31]
- Johann Zauner, Pfarrer von Naarn seit 1969[32]

### Ehrenringträger der Gemeinde
- Rudolf Reiter (1978 posthum)
- Josef Datterl (1978)
- Josef Hahn (1978)
- Josef Bolitschek war der erste gewählte Bürgermeister von Naarn nach 1945 (1983)
- Josef Froschauer, Gemeinderat, Obmann oder Obmannstellvertreter mehrerer Vereine, Obmann der Flurschutzgemeinschaft im Rahmen des Kraftwerkbaus Wallsee-Mitterkirchen (1983)
- Sepp Froschauer (1907–1986), Förderer der Naarner Kulturvereine, Roser-Forscher (1983)
- Josef Baumgartner (1991)
- Josef Dierneder (1991)
- Ernst Froschauer (1991)
- Helmut Froschauer (1991)
- Rudolf Reiter (1998)
- Adolf Dansachmüller (1998)
- Erwin Wahl (1998)

### Personen mit Bezug zur Gemeinde
- Franz de Paula Roser (* 1779 in Naarn; † 1830 in Pest), Komponist und Dirigent
- Johann Evangelist Habert (* 1833; † 1896) war von 1852 bis 1857 Lehrer in Naarn
- Josef Dirnberger (* 1872 in Naarn; † 1937 in Perg) war langjähriger Bürgermeister von Perg und Landtagsabgeordneter in Oberösterreich
- Oswald Tamerl (* 1906 in Naarn als Sohn des damaligen Gemeindearztes), Träger der Goldenen Ehrennadel für sein Lebenswerk als Heimatforscher
- Alois Öhlinger (* 1923 in Naarn; † 2003), Beamter des Bundesministeriums für Inneres, Ortsberichterstatter der Mühlviertler Nachrichten, Heimatforscher hinsichtlich der Pfarre und Marktgemeinde Naarn im Machlande, Autor des Naarner Heimatbuches
- Günther Voggeneder, langjähriger Amtsleiter von Naarn, Konsulent für Dorf- und Stadtentwicklung (2011)
- Johannes Neuhofer (* 1956), Dermatologe in Linz, Vizepräsident der Ärztekammer für Oberösterreich, Begründer des Johannesweges, lebt in Naarn
- Erwin Pehböck (* 1958), Galerist und Hauptschullehrer[33]